# Michel Rocard

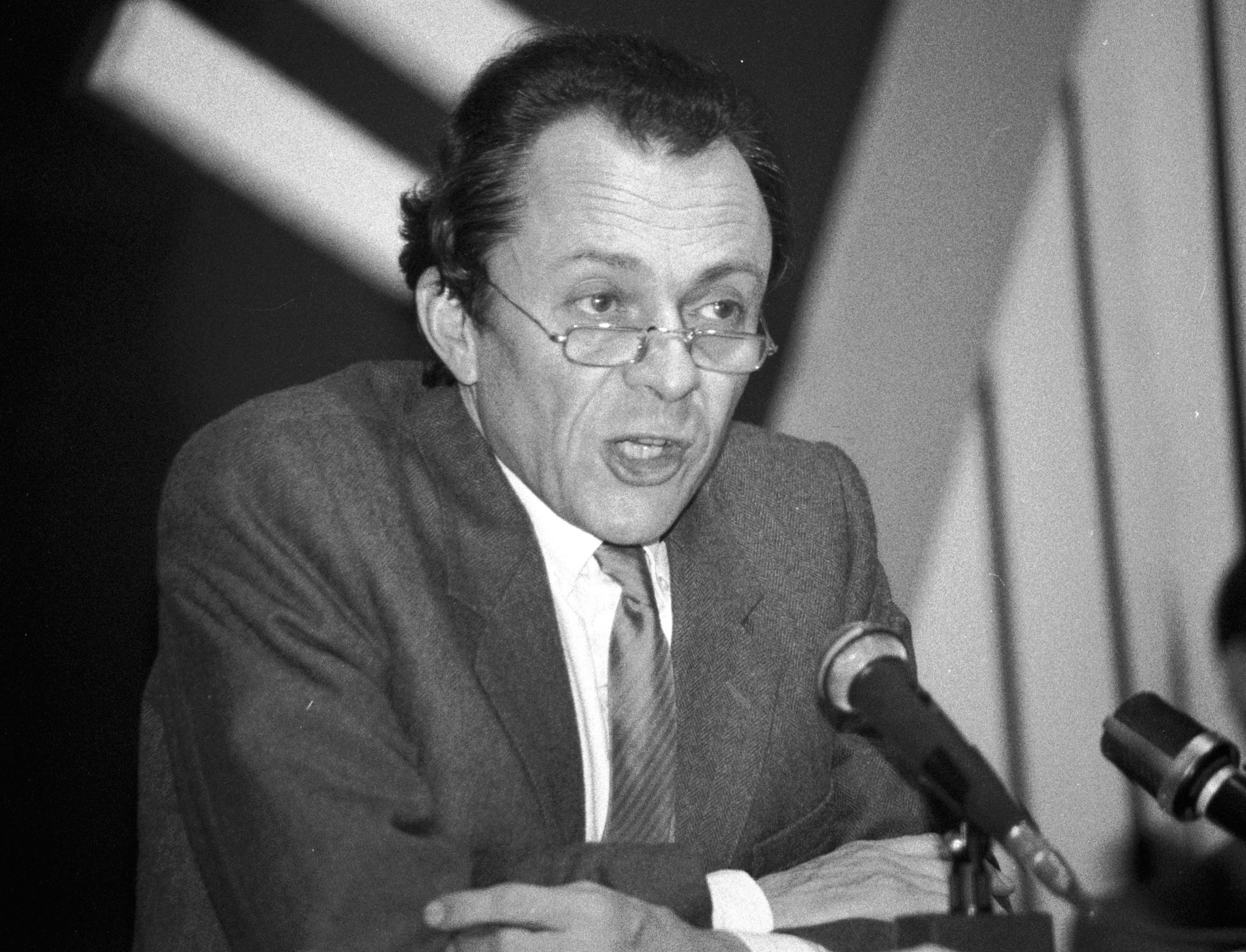
Michel Rocard, 1981

Michel Rocard (ur. 23 sierpnia 1930 w Courbevoie, zm. 2 lipca 2016 w Paryżu) – francuski polityk, wieloletni parlamentarzysta krajowy, minister, w latach 1988–1991 premier Francji, działacz i lider Partii Socjalistycznej, eurodeputowany.

## Życiorys
Urodził się w rodzinie protestanckiej. Studiował w Instytucie Nauk Politycznych w Paryżu i następnie w École nationale d’administration. Od 1958 był zatrudniony jako inspektor finansowy. Pracował także jako dziennikarz, opracował raport krytykujący sytuację uchodźców w czasie wojny algierskiej.
Od lat 60. pozostawał aktywny w polityce. Został działaczem Zjednoczonej Partii Socjalistycznej (PSU). Od 1967 do 1973 pozostawał jej faktycznym przewodniczącym (sekretarzem krajowym). W 1974 zdecydował się z grupą działaczy przejść do bardziej umiarkowanej Partii Socjalistycznej (PS). W 1975 został członkiem jej biura wykonawczego, do 1979 pełnił funkcję krajowego sekretarza ds. sektora publicznego.
W 1969 kandydował w wyborach prezydenckich, uzyskując 3,61% głosów i zajmując 5. miejsce wśród 7 kandydatów. Nigdy później nie ubiegał się o ten urząd.
Również od 1969 zaczął obejmować różne funkcje publiczne. Został wówczas wybrany do Zgromadzenia Narodowego (do 1973). Powrócił do niższej izby krajowego parlamentu w 1978, uzyskiwał reelekcję w 1981, 1986 i 1988, kandydując w różnych okręgach wyborczych departamentu Yvelines. Pełnił też stanowiska w administracji terytorialnej. Był wieloletnim radnym Conflans-Sainte-Honorine, a w latach 1977–1994 sprawował urząd mera tej miejscowości. Zasiadał również w radzie regionu Île-de-France.
W latach 1981–1983 w dwóch rządach Pierre’a Mauroy był ministrem planowania gospodarczego i ministrem stanu. Następnie w jego trzecim rządzie i w gabinecie Laurenta Fabiusa sprawował do 1985 urząd ministra rolnictwa. 10 maja 1988 objął stanowisko premiera Francji (jego poprzednikiem był Jacques Chirac), które zajmował do 15 maja 1991, ustępując na rzecz Édith Cresson. Kierował w tym czasie dwoma gabinetami – pierwszy rząd Michela Rocarda powstał 10 maja 1988, zaś drugi urzędował od 23 czerwca 1988. W 1993 Michel Rocard stanął na czele Partii Socjalistycznej jako jej pierwszy sekretarz, ustąpił już jednak po roku. Od 1995 do 1997 był członkiem francuskiego Senatu.
W 1994, 1999 i 2004 z ramienia PS był wybierany do Parlamentu Europejskiego IV, V i VI kadencji. Należał do grupy socjalistycznej. Był przewodniczącym Komisji ds. Rozwoju i Współpracy (1997–1999), Komisji ds. Socjalnych i Zatrudnienia (1999–2002), Komisji Kultury, Młodzieży, Edukacji, Mediów i Sportu (2002–2004). Mandat europosła złożył w styczniu 2009 na pół roku przed końcem VI kadencji. W tym samym roku stanął na czele komisji ekspertów badającej zasadność wprowadzenia we Francji opodatkowania emisji dwutlenku węgla.

## Odznaczenia
Odznaczony m.in. Legią Honorową II klasy, Orderem Narodowym Zasługi I klasy oraz Krzyżem Wielkim Orderu Zasługi Rzeczypospolitej Polskiej.

## Skład rządów Michela Rocarda

### Pierwszy gabinet (od maja do czerwca 1988)
- Michel Rocard – premier[6][10]
- Lionel Jospin – minister stanu, minister edukacji narodowej, badań naukowych i sportu
- Pierre Bérégovoy – minister gospodarki, finansów i budżetu
- Maurice Faure – minister stanu, minister zaopatrzenia i mieszkalnictwa
- Roland Dumas – minister stanu, minister spraw zagranicznych
- Pierre Arpaillange – minister sprawiedliwości
- Jean-Pierre Chevènement – minister obrony
- Pierre Joxe – minister spraw wewnętrznych
- Roger Fauroux – minister przemysłu, handlu zagranicznego i planowania przestrzennego
- Édith Cresson – minister spraw europejskich
- Louis Mermaz – minister transportu
- Michel Durafour – minister służb publicznych i reformy administracyjnej
- Michel Delebarre – minister spraw społecznych i zatrudnienia
- Jacques Pelletier – minister współpracy na rzecz rozwoju
- Jack Lang – minister kultury i komunikacji
- Henri Nallet – minister rolnictwa i leśnictwa
- Paul Quilès – minister poczty i telekomunikacji
- Louis Le Pensec – minister spraw morskich
- Jean Poperen – minister ds. kontaktów z parlamentem

### Drugi gabinet (od 1988 do maja 1991)
- Michel Rocard – premier[6][10]
- Lionel Jospin – minister stanu, minister edukacji narodowej, sportu i młodzieży
- Pierre Bérégovoy – minister gospodarki, finansów i budżetu
- Maurice Faure – minister stanu (do 22 lutego 1989), minister zaopatrzenia i mieszkalnictwa (22 lutego 1989 resort przejął Michel Delebarre)
- Roland Dumas – minister stanu, minister spraw zagranicznych
- Michel Durafour – minister stanu (od 22 lutego 1989), minister służb publicznych i reformy administracyjnej
- Michel Delebarre – minister stanu, minister spraw miejskich (od 22 grudnia 1990)
- Pierre Arpaillange – minister sprawiedliwości (2 października 1990 resort przejął Henri Nallet)
- Jean-Pierre Chevènement – minister obrony (29 stycznia 1991 resort przejął Pierre Joxe)
- Pierre Joxe – minister spraw wewnętrznych (29 stycznia 1991 resort przejął Philippe Marchand)
- Roger Fauroux – minister przemysłu i planowania przestrzennego
- Édith Cresson – minister spraw europejskich (do 2 października 1990)
- Michel Delebarre – minister transportu i spraw morskich (do 21 grudnia 1990)
- Louis Besson – minister zaopatrzenia, mieszkalnictwa, transportu i spraw morskich (od 21 grudnia 1990)
- Jean-Pierre Soisson – minister zatrudnienia, pracy i szkoleń zawodowych
- Jacques Pelletier – minister współpracy na rzecz rozwoju
- Jack Lang – minister kultury i komunikacji
- Louis Le Pensec – minister spraw zamorskich
- Henri Nallet – minister rolnictwa i leśnictwa (2 października 1990 resort przejął Louis Mermaz)
- Paul Quilès – minister poczty i telekomunikacji
- Jean Poperen – minister ds. kontaktów z parlamentem
- Claude Évin – minister solidarności, zdrowia i ochrony socjalnej (od 2 października 1990 minister spraw społecznych i solidarności)
- Hubert Curien – minister badań naukowych i technologii
- Jean-Marie Rausch – minister handlu zagranicznego[11]